# Skrajna Zimna Ławka
Skrajna Zimna Ławka (słow. Malá studená štrbina, Malá Studenovodská štrbina) – przełęcz znajdująca się w Zimnowodzkiej Grani (w masywie Rywocin) w słowackiej części Tatr Wysokich. Siodło oddziela położoną na północnym zachodzie Zadnią Zimną Turniczkę od Skrajnej Zimnej Turniczki na południowym wschodzie. Jest to ostatnia przełęcz w Zimnowodzkiej Grani i jedna z dwóch Zimnych Ławek – wyżej w grani położona jest Zadnia Zimna Ławka.
Na przełęcz nie prowadzą żadne znakowane szlaki turystyczne, dla taterników dostępna jest bardzo łatwo od strony Zadniej Zimnej Ławki. Siodło jest niepozorne i położone w lesie. Pierwszego wejścia na przełęcz dokonał Alfred Martin 21 lipca 1907 r.
Polska i słowacka nazwa pochodzą od pobliskiej Zimnej Wody (Studený potok).